# 阿柏薩羅卡

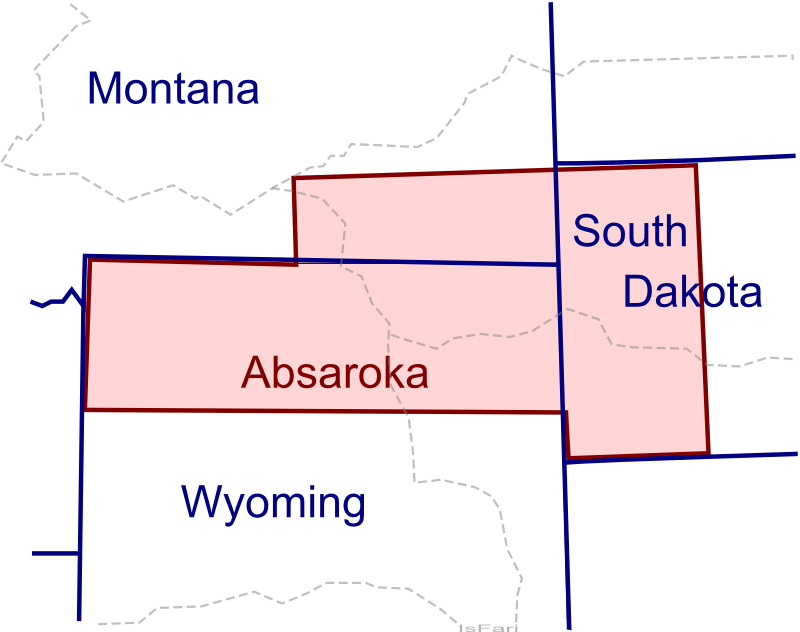
Absaroka州成立的計畫範圍

阿柏薩羅卡依阿布薩羅卡嶺而命名，為美國境內的一地區，它由蒙大拿州，南達科他州和懷俄明州的部份地區而組成，由於其地理位置，此地區人民在1939年時打算自立為一州，而其中一名領導者名為 A. R. Swickard，他在懷俄明州Sheridan的中心自任為該地區的州長，並開始接受民眾的申訴。
由於當地民眾渴望這個地方能夠成功脫離其他省份而立省，大家便開始在汽車車牌上印上Absaroka的州名，並有阿布薩羅卡小姐(Miss Absaroka 1939)的照片傳出，同時，這裡也有一支棒球小聯盟的隊伍名為the Absaroka Eagles。
但是這樣的活動最後還是失敗且為時甚短，這事幾乎只有記載於the Federal Writers' Project當中，該計畫裡提到了一個有關此立州計畫的故事，並批判這場計畫的不合理之處。